# Mesa (żegluga)

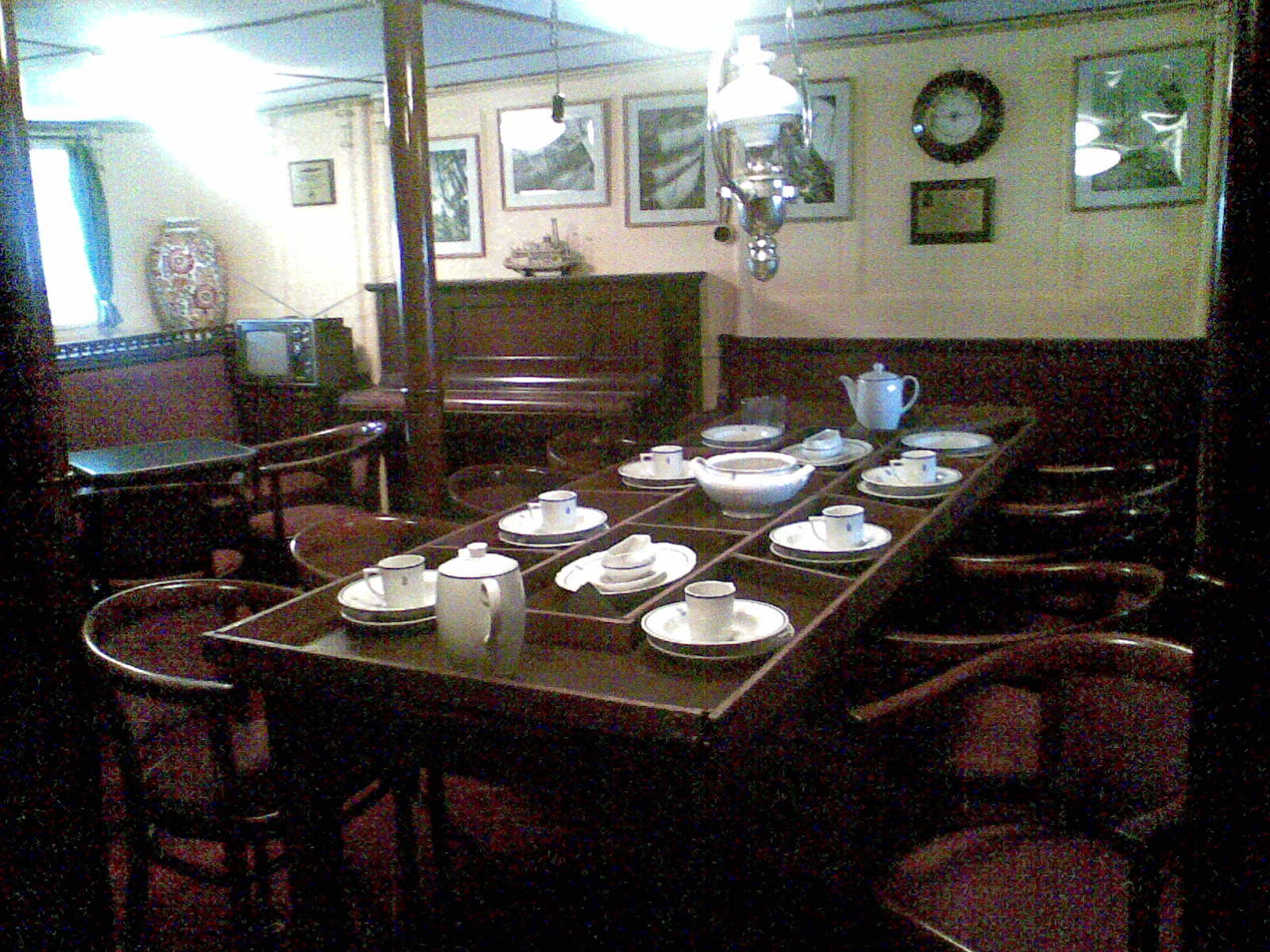
Mesa na Darze Pomorza. Na uwagę zasługuje konstrukcja stołu, zabezpieczająca przed spadaniem naczyń podczas przechyłów

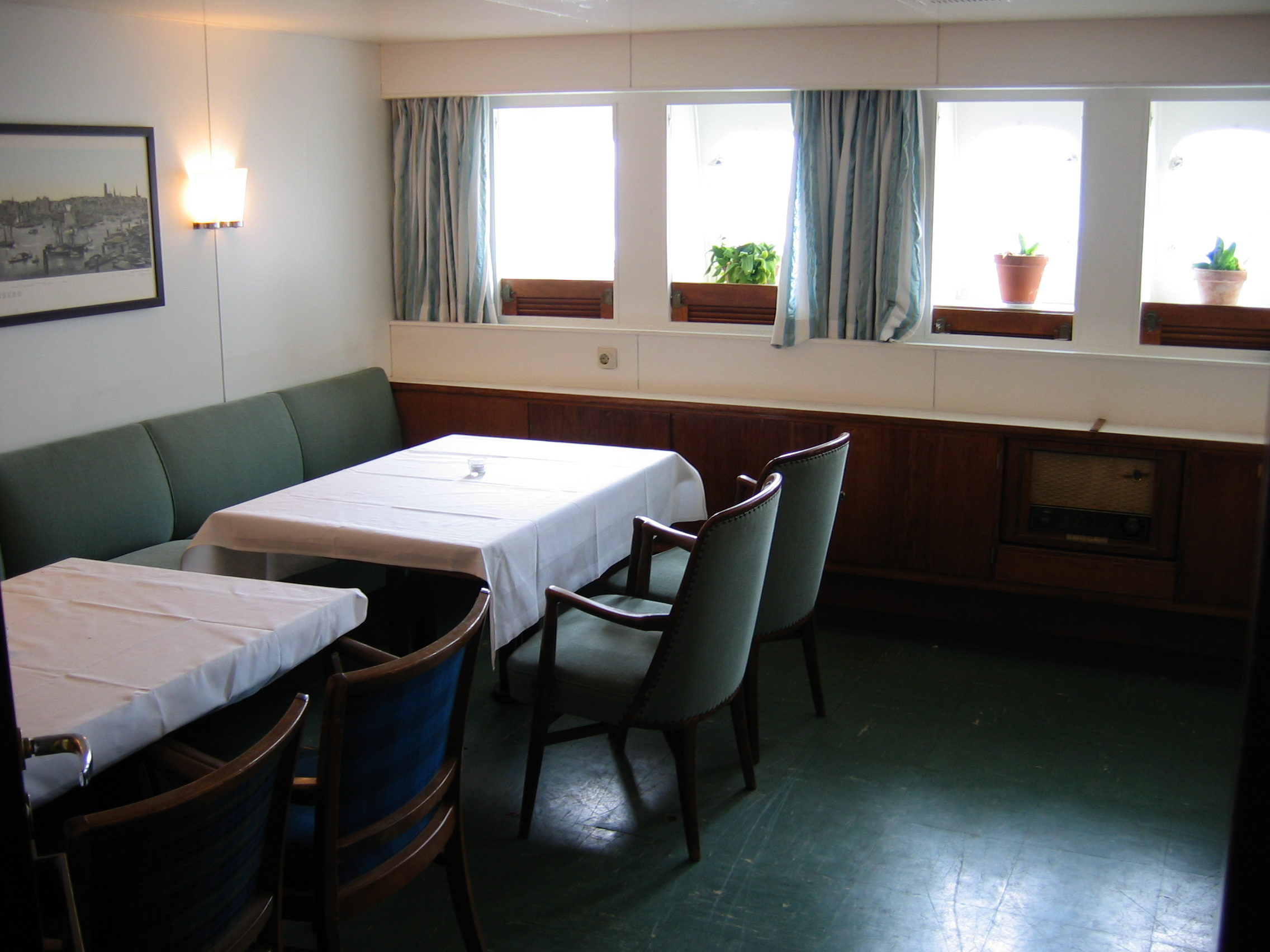
Mesa na statku handlowym

Mesa, messa – pomieszczenie znajdujące się na jednostce pływającej, służące jako jadalnia, miejsce zebrań załogi, wspólnego wypoczynku, do celów reprezentacyjnych, urzędowych odpraw itp. Na większych jednostkach mogą znajdować się oddzielna mesy oficerska, załogowa, kapitańska mesa pasażerska.
Na mniejszych jednostkach, np. jachtach mesą nazywa się główną kabinę, nawet jeśli znajdują się w niej koje.